# Victor Tubbax
Victor Tubbax (Deurne, Anvers, 11 de febrer de 1882 - 's-Gravenwezel, 24 d'octubre de 1974) va ser un ciclista belga. Es va especialitzar en el mig fons, on va aconseguir dues medalles de plata com amateur als Campionat del Món de l'especialitat de 1906 i 1907.

## Palmarès
- 1906
  -  Campió de Bèlgica amateur de mig fons
- 1907
  -  Campió de Bèlgica amateur de mig fons